# Skogvika
Skogvika est une localité du comté de Troms og Finnmark, en Norvège, se situant sur l'île de Rebbenesøya.

## Géographie
Administrativement, Skogvika fait partie de la kommune de Tromsø.